# Schau, lieber Gott, wie meine Feind
Schau, lieber Gott, wie meine Feind (BWV 153) ist eine Kirchenkantate von Johann Sebastian Bach. Er komponierte sie in Leipzig für den Sonntag nach Neujahr 1724, den 2. Januar 1724.

## Geschichte und Worte
Bach schrieb die Kantate in seinem ersten Jahr in Leipzig für den Sonntag nach Neujahr 1724. Die vorgeschriebenen Lesungen waren 1 Petr 4,12–19  und Mt 2,13–23 , die Flucht nach Ägypten. Der unbekannte Textdichter nahm den Kindermord in Betlehem zum Anlass, allgemein die Situation des Christen zu beleuchten, der von Feinden bedrängt wird. Der Dichter ist möglicherweise derselbe, der auch unmittelbar zuvor die Weihnachts-Kantaten Darzu ist erschienen der Sohn Gottes und Sehet, welch eine Liebe hat uns der Vater erzeiget verfasste, denn in allen diesen Werken kommen drei Choralstrophen vor. Die Kantate beginnt mit einem Choral, der ersten Strophe von David Denickes Schau, lieber Gott, wie meine Feind (1646). Satz 5 ist die fünfte Strophe von Paul Gerhardts Befiehl du deine Wege (1656) mit der Melodie von O Haupt voll Blut und Wunden. Die Worte erwähnen die äußersten Feinde: „Und ob gleich alle Teufel“. Die Kantate endet mit den Strophen 16 bis 18 des Chorals Ach Gott, wie manches Herzeleid (1587), der Martin Moller zugeschrieben wurde. Bach benutzte diesen Choral später als Grundlage für seine Choralkantate Ach Gott, wie manches Herzeleid, BWV 3, sowie die erste Strophe 1727 für Ach Gott, wie manches Herzeleid, BWV 58.

## Besetzung und Aufbau
Die Kantate ist kammermusikalisch besetzt mit drei Solisten, Alt, Tenor und Bass, vierstimmigem Chor in den Chorälen, zwei Violinen, Viola und Basso continuo.
1. Choral: Schau, lieber Gott, wie meine Feind
2. Recitativo (Alt): Mein liebster Gott, ach laß dichs doch erbarmen
3. Arioso (Bass): Fürchte dich nicht
4. Recitativo (Tenor): Du sprichst zwar, lieber Gott
5. Choral: Und ob gleich alle Teufel
6. Aria (Tenor): Stürmt nur, stürmt, ihr Trübsalswetter
7. Recitativo (Bass): Getrost! Mein Herz
8. Aria (Alt): Soll ich meinen Lebenslauf
9. Choral: Drum will ich, weil ich lebe noch

## Musik
Die Kantate beginnt mit einem vierstimmigen Choral, was für Bachs Kantaten ungewöhnlich ist, doch verständlich, wenn man bedenkt, dass dies nach BWV 40, BWV 64 und BWV 190 die vierte neue Kantate der Weihnachtszeit 1723 war und BWV 65 für Epiphanias noch folgte. Bach wollte vielleicht seinen Chor entlasten.
Alle Rezitative sind secco, nur vom continuo begleitet, doch enden als Arioso. Bach bezeichnete Satz 3 als Arioso, doch ist er fast eine Arie. Das Bibel-Wort aus Jes 4,10 , „Fürchte dich nicht, ich bin mit dir“, ist dem Bass als der Vox Christi anvertraut, als ob Jesus es selbst spricht. Das Ritornell von acht Takte ist fast den ganzen Satz über in verschiedenen Tonarten gegenwärtig.
Nur zwei der neun Sätze sind Arien. Die erste, Satz 6, beschreibt die Feinde in schnellen Violinpassagen, scharfen punktierten Rhythmen und kühner Harmonik. John Eliot Gardiner vergleicht ihre Intensität mit der Arie des Petrus Ach, mein Sinn aus der Johannes-Passion. Die zweite Arie, Satz 8, ist ein Menuett, das Bach wahrscheinlich aus seiner weltlichen Musik entwickelt hat, um ewige Freude zu beschreiben. Zweimal spielen die Instrumente einen Abschnitt und wiederholen ihn, während die Singstimme hineingewoben wird. Im zweiten vokalen Abschnitt werden die Worte "Daselbsten verwechselt mein Jesus das Leiden mit seliger Wonne, mit ewigen Freuden" durch ein neues Thema dargestellt, das Allegro bezeichnet ist. Danach wiederholen die Instrumente ihren zweiten Abschnitt als Nachspiel.

## Einspielungen
- Die Bach Kantate Vol. 20, Helmuth Rilling, Gächinger Kantorei, Bach-Collegium Stuttgart, Ann Murray, Adalbert Kraus, Walter Heldwein, Hänssler 1978
- J.S. Bach: Das Kantatenwerk – Sacred Cantatas Vol. 8, Nikolaus Harnoncourt, Tölzer Knabenchor, Concentus Musicus Wien, Stefan Rampf (Solist des Tölzer Knabenchors), Kurt Equiluz, Thomas Hampson, Teldec 1985
- J.S. Bach: Complete Cantatas Vol. 9, Ton Koopman, Amsterdam Baroque Orchestra & Choir, Bernhard Landauer, Christoph Prégardien, Klaus Mertens, Antoine Marchand 1998
- Bach Cantatas Vol. 17: New York, John Eliot Gardiner, Monteverdi Choir, English Baroque Soloists, Sally Bruce-Payne, James Gilchrist, Peter Harvey, Soli Deo Gloria 2000
- J.S. Bach: Cantatas Vol. 17, Masaaki Suzuki, Bach Collegium Japan, Robin Blaze, Gerd Türk, Peter Kooij, BIS 2001
- J.S. Bach: Cantatas for the Complete Liturgical Year Vol. 4, Sigiswald Kuijken, La Petite Bande, Elisabeth Hermans, Petra Noskaiová, Jan Kobow, Jan van der Crabben, Accent 2006